# ستيف بيرجكويست
ستيف بيرجكويست (بالإنجليزية: Steve Bergquist)‏ هو سياسي أمريكي، ولد في 7 سبتمبر 1979. حزبياً، نشط في الحزب الديمقراطي. وقد انتخب عضو مجلس نواب واشنطن.